# Li Ka-Shing
Li Ka-Shing (xinès: 李嘉誠; nascut el 29 de juliol de 1928) és un magnat empresarial, inversor i filantrop multimilionari de Hong Kong. És l'assessor sènior de CK Hutchison Holdings i CK Asset Holdings, després de retirar-se del president del Consell el maig de 2018.
Li inverteix en una àmplia gamma d'indústries, com ara transport, béns bàsics, serveis financers, comerç al detall i energia i serveis públics. La seva empresa conglomerada Cheung Kong Holdings inverteix en molts sectors de l'economia de Hong Kong i representava el 4% de la capitalització total del mercat de la Borsa de Hong Kong. La revista Forbes i la família Forbes van honrar a Li Ka-shing amb el primer premi Malcolm S. Forbes a la trajectòria de tota la vida el 5 de setembre de 2006, a Singapur. Malgrat la seva riquesa, Li ha conreat la reputació de portar un estil de vida frugal i sense floritures, i és conegut per portar sabates de vestir negres senzilles i un rellotge de polsera Seiko econòmic. Va viure a la mateixa casa durant dècades, en el que ara s'ha convertit en un dels districtes més cars de Hong Kong, Deep Water Bay a l'illa de Hong Kong. Li també és un filantrop, dona milers de milions de dòlars a la caritat i diverses altres causes filantròpiques, i posseeix la segona fundació privada més gran del món després de la Fundació Bill & Melinda Gates.
Segons la llista de Forbes de les persones més riques del món, del 8 de març de 2024, Li Ka-shing ocupa el lloc número 38 amb un valor net de 37,3 mil milions de dòlars.